# Spiesganzenvoet
Spiesganzenvoet (Blitum) is een geslacht van planten dat slechts door enkele botanici als een apart genus wordt beschouwd. Meestal worden de soorten ondergebracht in het geslacht ganzenvoet (Chenopodium). De soorten komen voor in de gematigde delen van het noordelijk halfrond, tot in Noord-Mexico en Noord-Afrika. Verder komen er ook soorten voor in Australië.
In West- en Centraal-Europa zijn drie soorten spiesganzenvoet bekend:
- Brave hendrik (Blitum bonus-henricus)
- Trosaardbeispinazie (Blitum capitatum)
- Rode aardbeispinazie (Blitum virgatum)

## Soorten
- Blitum asiaticum (Fisch. & C.A.Mey.) S.Fuentes, Uotila & Borsch
- Blitum atriplicinum F.Muell.
- Blitum bonus-henricus (L.) Rchb. - Brave hendrik
- Blitum californicum S.Watson
- Blitum capitatum L. - Trosaardbeispinazie
- Blitum korshinskyi Litv.
- Blitum litwinowii (Paulsen) S.Fuentes, Uotila & Borsch
- Blitum nuttallianum Schult.
- Blitum petiolare Link
- Blitum virgatum L. - Rode aardbeispinazie

## Hybriden
- Blitum × tkalcsicsii (H.Melzer) Mosyakin

... · 
Achyranthes · 
Aerva ·
Alternanthera ·
Amaranthus (Amarant) · 
Atriplex (Melde) · 
Axyris · 
Bassia (Zoutkruid) · 
Beta (Biet) · 
Blitum (Spiesganzenvoet) · 
Celosia · 
Chenopodium (Ganzenvoet) · 
Corispermum (Vlieszaad) · 
Dysphania · 
Halimione (Zoutmelde) · 
Halocnemum · 
Halothamnus · 
Haloxylon · 
Kochia · 
Krascheninnikovia · 
Polycnemum (Knarkruid) · 
Patellifolia · 
Ptilotus · 
Pupalia ·
Salicornia (Zeekraal) · 
Salsola (Loogkruid) · 
Spinacia · 
Suaeda · 
Traganum · 
...